# Fortifications des croisades
Les fortifications des croisades sont les places fortifiés médiévales du Proche-Orient ayant pris part à l'histoire des croisades.

## Généralités
Les citadelles franques furent en général des agrandissements ou des améliorations d'anciens sites stratégiques connus pour la plupart dès l'Antiquité. Certaines se dressent sur des vestiges phéniciens, d'autres sur des ruines romaines ou byzantines.
Il existe assez peu de seigneurs, petits ou grands, qui édifièrent des forteresses. Une fois leurs quarante jours de service effectués, peu des croisés décidaient de s'établir en Terre sainte. Dès leur installation dans les États latins d'Orient, les Francs eurent constamment le souci de défendre leurs royaumes avec de faibles effectifs, ce qui conduisit les rois à confier les zones les plus exposées aux ordres militaires.

## XIIeetXIIIesiècles

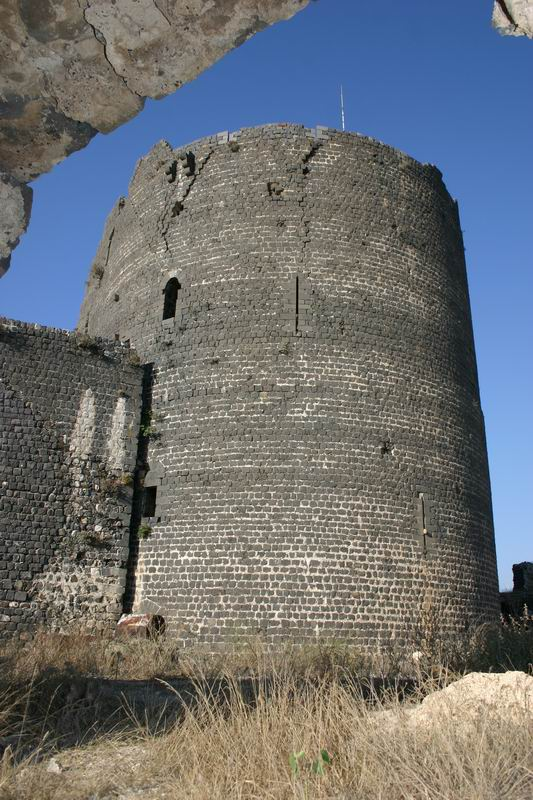
Archères sur une tour du forteresse de Margat (Syrie).

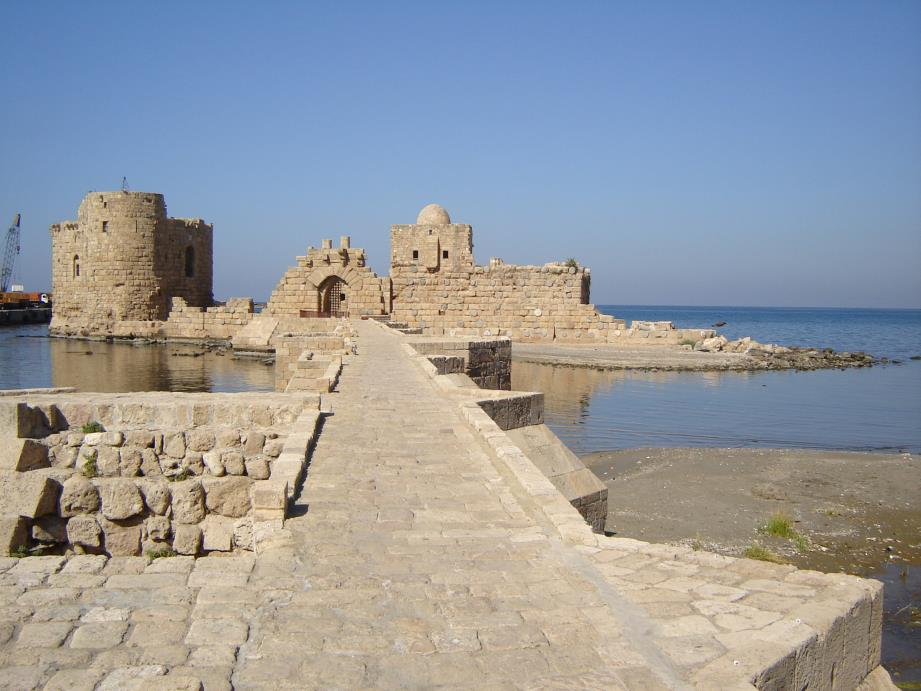
Une vue de la « tour maîtresse » du château de Sidon (Liban).

Au XIIe siècle les Templiers auront ainsi la responsabilité d'environ dix-huit forteresses protégeant les routes de pèlerinages, en montagne ou en bordure de Méditerranée
L'architecture de ces fortifications se caractérise dès la fin du XIIe siècle par le recours systématique à des tracés géométriques et aux tours à archères
Au XIIIe siècle, les principaux fortificateurs furent les ordres militaires
- L'ordre du Temple dont les principales réalisations furent le château Pèlerin (Israël), la Saphet (Israël), le Chastel Blanc (Syrie) et le château de Tortose (Syrie)
- L'ordre des Hospitaliers avec le Krak des Chevaliers (Syrie) et les forteresses de Margat (Syrie), Coliath (Liban) et Chastel Rouge (Syrie)
- L'ordre Teutonique avec la Montfort (Israël)

Le XIIIe siècle  voit s’imposer dans les forteresses franques le concept de tour maîtresse.

## Après les croisades

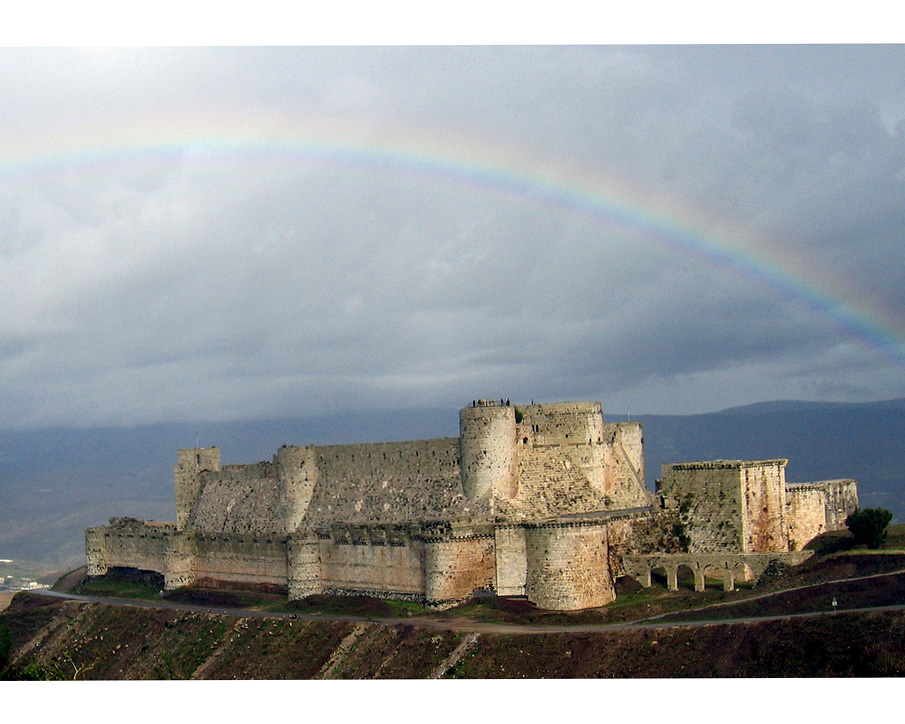
Le Krak des Chevaliers en Syrie.

De nombreuses fortifications ayant servi à l'époque des croisades ont continué à servir après le départ des Francs. Leurs positions stratégiques restent parfois d'actualité.
Lors de la campagne d'Égypte Napoléon Bonaparte fit tirer au canon afin de déloger les Anglais réfugiés à l’intérieur du château de Saint-Jean d’Acre.
En 1982, la forteresse de Beaufort au Liban, transformée en poste avancé par des combattants de l’OLP a été prise par l'armée israélienne après un bombardement intensif.
Le 20 février 2014, le Krak des Chevaliers et la citadelle d'Alep, inscrits au patrimoine mondial de l'Humanité de l'UNESCO, étaient encore utilisés à des fins militaires lors des conflits en Syrie

## Liste de lieux fortifiés croisés
- Saint-Jean-d'Acre
- Ajlun (Jérus.) (Temp.) [Ajlun, Jordanie]
- Antioche
- Aqaba (ou Île du Pharaon)
- Archas (Trip.) (Hosp.)
- Arima (Trip.) (Temp.)
- Arsouf (Jérus.) (Hosp.)

- Baghras (Ant.) (Temp.)
- Beaufort (Jérus.) (Temp.)
- Belvoir (Hosp.)
- Blanchegarde

- Cafarlet (Jérus.)

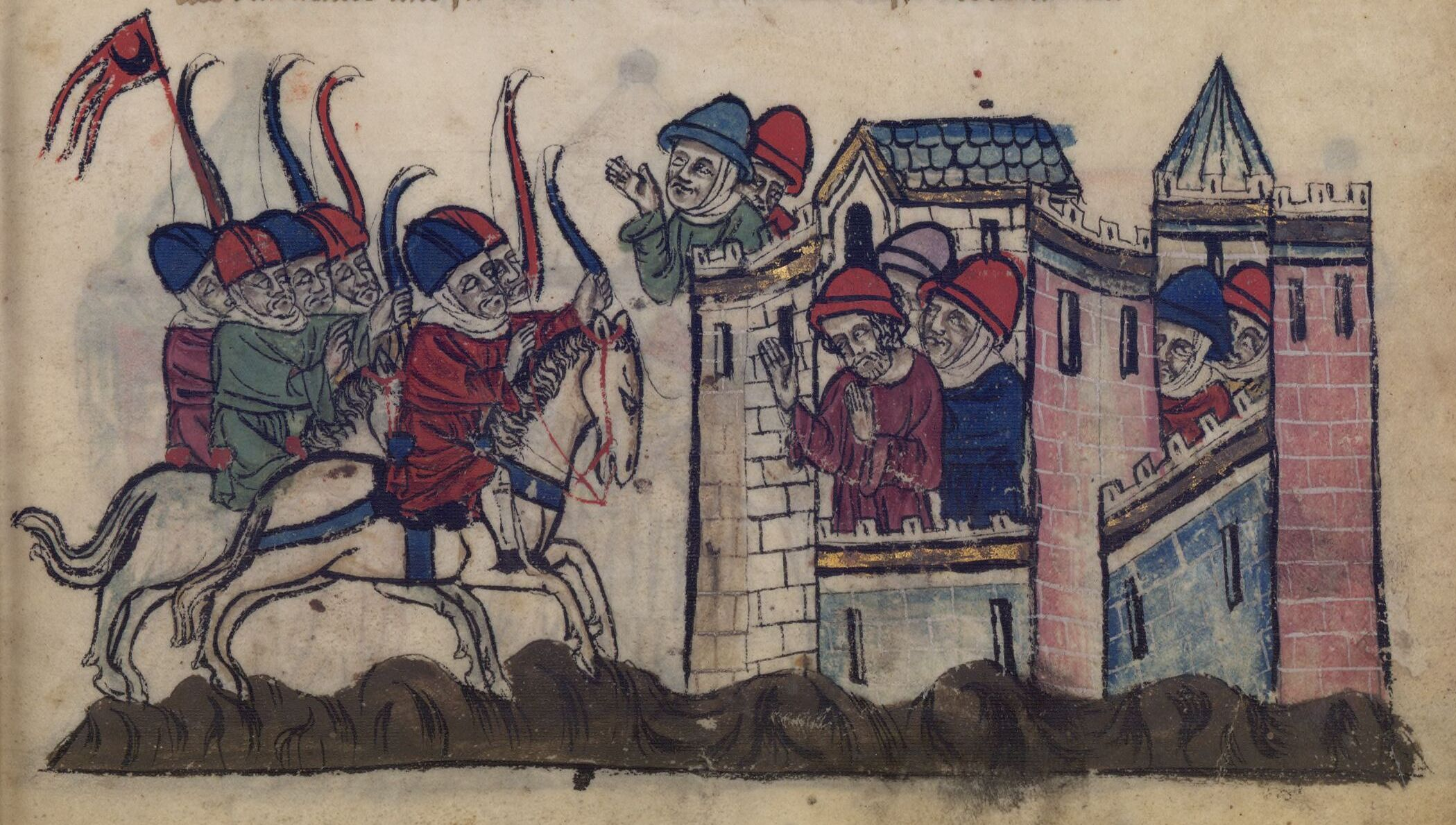
Les fortifications de Sidon (1260) vue par Héthoum de Korikos, Fleur des histoires d'orient. Bibliothèque nationale de France. Département des Manuscrits. Division occidentale.

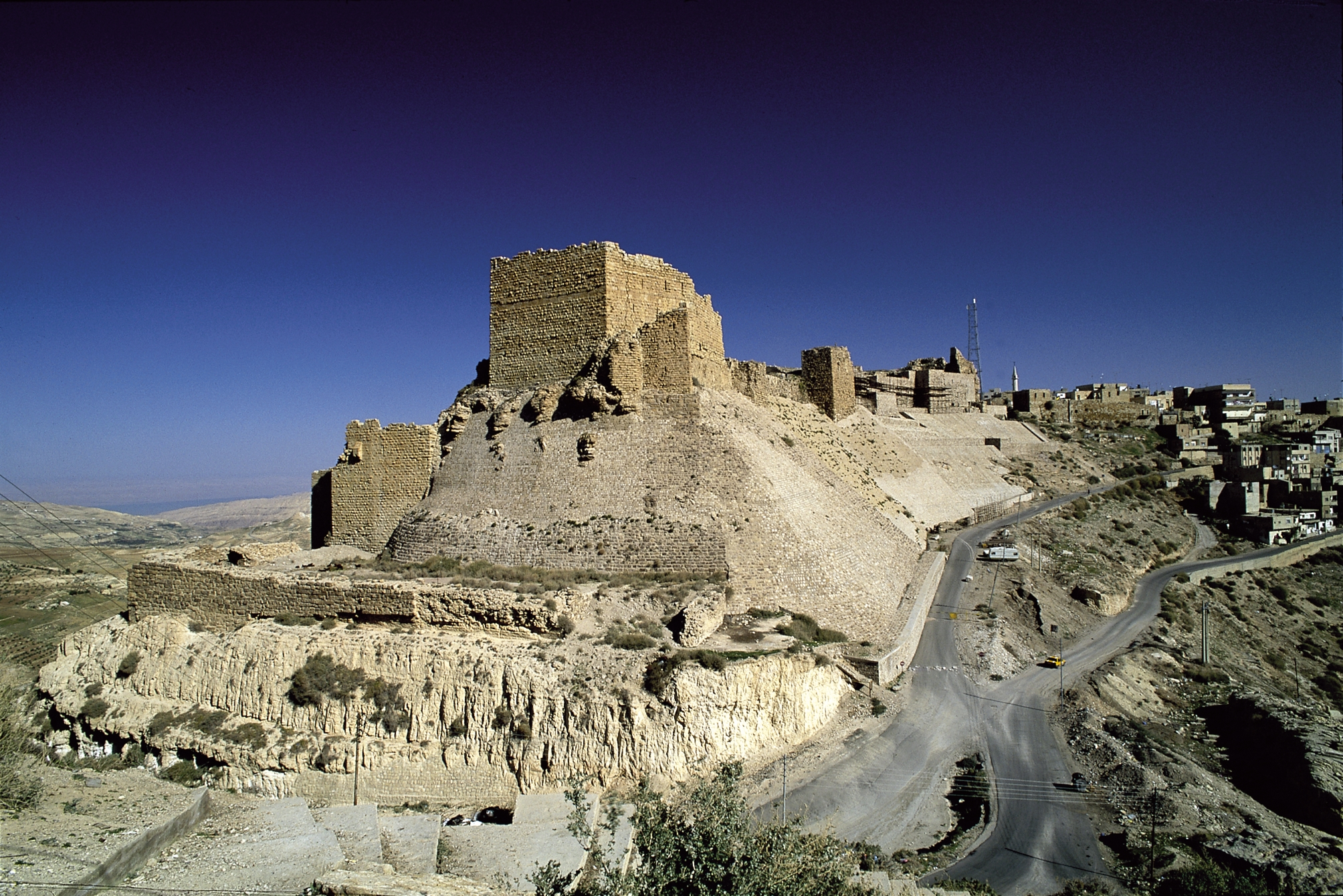
Le krak des Moabites.

- Castellum Regis (Jérus.) ( ) [Mhalia, Israël]
- Césarée
- Chastel Blanc (Trip.) (Temp.) [Safita,Syrie]
- Chastel Rouge (Trip.) (Hosp.)
- Château Neuf (Jérus.) (Teut.)
- Château Pèlerin (Jérus.) (Temp.)
- Cursat (Ant.)

- Gaza (Jérus.) (Temp.)
- Gibelacar (Akkar ou Akkar al-Atiqa) (Trip.) (Hosp.)
- Gibelin (Hosp.)

- Harim

- île de Ruad

- Jérusalem

- Krak des Chevaliers (Ant.) (Hosp.) [Syrie]
- Krak des Moabites, Al-Karak (Jérus.) (Temp.) [Kérak de Moab, Jordanie]
- Krak de Montréal, [Schaubak, Jordanie]

- Margat (Trip.) (Hosp.)
- Merle (Jérus.) (Temp.)
- Montfort (Jérus.) (Teut.)
- Motza

- Maison forte de Qoula (Hosp.)

- Roche de Roissel (Ant.) (Temp.)
- Roche-Guillaume (Ant.) (Temp.)

- Safed
- Saône
- Sidon (Jérus.) (Temp.)

- Château de Tortose (Trip.) (Temp.) [Tartous, Syrie]

Ant. : principauté d'Antioche ; Éd. : comté d'Édesse ; Jérus. : Royaume de Jérusalem ; Trip. : comté de Tripoli ; Temp. : Templier ; Hosp. : Hospitalier ; Teut. : Teutonique

## Sources
- Maxime Goepp, « Forteresses d'Orient », sur orient-latin.com (consulté le 6 mars 2014)